# フレット (紋章学)

フレット
Argent, a fret Gules.

フレット（英: Fret、仏: Frette）は、紋章学においてエスカッシャン又はフィールドの交差させたベンドレットとベンドレット・シニスター（いずれも斜めの細帯）にマスクル（中空の菱形）を織り合わせた（インターレースした）チャージである。サブオーディナリーに分類される。

## 解説
フレットは、漁具の一種である漁網に着想を得た図形と考えられており、元々はフレッティ (Fretty) という網目模様の図形の一部を切り取ったものである。園芸用の格子垣に似ている、と形容されることもある。初期のフレットは菱形（マスクル）がフィールドの上下左右の端に接するほど大きかったが、後にマスクルが小さくされて定着した。現在は、フィールド端に接するマスクルを用いるフレットを表現する場合にはフレット・エンシェント (Fret ancient) 又はフレット・スルーアウト (Fret throughout) と記述する。
フィールドにフレットが1つである場合はフレットの2本のベンドレットはフィールドの端に達するように描かれるが、フィールドに2つ以上置く場合はそれぞれのフレットは必ずクープト（直角に切って短くする）されなければならない。ただし、フレット・クープト (Fret couped) と明示的に記述することで、1つであってもフィールド端に達しないように描くことはできる。
アイルランドの紋章に多いことが特徴的な図形であり、イングランドでもウェールズの西部に多く見られる。ハリントン家が「セーブルにアージェントのフレット」の紋章を持つことから、フレットはしばしばハリントン・ノット (Harington Knot) とも呼ばれることがある。

### フレッティ

フレッティ（オブ・テン）
Argent fretty (of ten) Gules.

フレッティ （英: Fretty、仏: Fretté） は、前述のとおりフレットの元になった模様であり、複数のベンドレットとベンドレット・シニスターを粗い網か格子のようにロズンジーのパターンを形作るように等間隔に織り合わせたものである。この格子をペイレット（縦帯）とバー（横帯）によって構成したものをスクゥエア・フレッティ (Square fretty) と呼ぶ。
フレッティはフィールドのバリエーションのようにも見えるが、背景となるティンクチャーを先に記述し、格子のティンクチャーを最後に記述するという、あたかもフィールドにチャージを置くように記述する点が他のものと異なる。例えば、ド・エッチンガム (De Etchingham) 家の紋章は、Azure, fretty argent. と記述されている。また、他のものは模様の名前の後に続く数で分割数を指定するが、フレッティの場合は交差している帯の数を表している。ただ、既出のド・エッチンガムの紋章のように帯の数を必ずしも指定しなければならないわけではなく、むしろ厳密に本数を指定している場合のほうが一般的ではない。本数を指定する場合は、図に示すような6本又は10本がほとんどである。
フレッティによく似た模様にトレリス (Trellis) がある。トレリスは、園芸用の蔓棚又は格子垣という意味である。複数の帯が斜めに交差しているのはフレッティと同じであるが、織り合わせるような重ね方をしておらず、どちらかの斜め帯がすべて逆向きの斜め帯の上に描かれる。さらに、Trellis, Clouée と記述すると帯の交点に鋲のようなものを打つ。一方で、トレリスを個別の模様として区別せず、フレッティの単なる別名としている文献もある

フレッティ・オブ・シックス Argent fretty of six Gules.
トレリス Argent a trellis Gules, clouée Or.

## 適用例

スペンサー伯爵の紋章

フレットを用いた紋章で有名なものは、ダイアナ・スペンサー元英国皇太子妃の生家であるスペンサー伯爵家の紋章である。このように、4つのクォーターに分割されている場合は、紋章全体ではフレットは2つあるが、各クォーター（フィールド）にフレットは1つずつであるため、フィールドの端まで渡るように描く。